# 彭生杰
彭生杰（1981年5月—），男，英国皇家化学会会士，现任南京航空航天大学教授。

## 生平
2004年6月毕业于安徽师范大学化学系，获理学学士学位。同年考取南开大学研究生，于2010年6月获博士学位，师从陈军院士。2010年8月至2014年8月，在新加坡南洋理工大学从事博士后研究。2014年8月至2017年8月，在新加坡国立大学做博士后。2017年1月至今，任南京航空航天大学材料科学与技术学院教授、博士生导师。</ref>

## 学术贡献
主要从事微纳米结构及新型功能材料的设计、合成及其电化学储能与催化研究。主持江苏省杰出青年基金、国家自然基金面上项目等20余项。在Nat. Commun., J. Am. Chem. Soc., Angew. Chem. Int. Ed., Adv. Mater.等发表论文160余篇，出版学术专著5部，申请/授权中国发明专利30项。入选国家青年人才计划，江苏省特聘教授、江苏省“双创人才计划”、江苏省“六大人才高峰”高层次人才等人才计划。